# Visviri
Visviri este un sat din provincia Parinacota, regiunea Arica-Parinacota, Chile, cu o populație de 265 locuitori (2012) și o suprafață de  km2. 